# Kanton Charvieu-Chavagneux
Der Kanton Charvieu-Chavagneux ist seit 2015 ein französischer Wahlkreis im Arrondissement La Tour-du-Pin, im Département Isère und in der Region Auvergne-Rhône-Alpes in Frankreich. Hauptort ist Charvieu-Chavagneux. 

## Gemeinden
Der Kanton besteht aus 24 Gemeinden mit insgesamt 58.298 Einwohnern (Stand: 2022) auf einer Gesamtfläche von 248,31 km²:
| Gemeinde                         | Einwohner 1. Januar 2022 | Fläche km² | Dichte Einw./km² | Code INSEE | Postleitzahl |
| -------------------------------- | ------------------------ | ---------- | ---------------- | ---------- | ------------ |
| Annoisin-Chatelans               | 724                      | 13,27      | 55               | 38010      | 38460        |
| Anthon                           | 1.137                    | 8,82       | 129              | 38011      | 38280        |
| Charvieu-Chavagneux              | 10.459                   | 8,65       | 1.209            | 38085      | 38230        |
| Chavanoz                         | 5.090                    | 8,24       | 618              | 38097      | 38230        |
| Chozeau                          | 998                      | 8,20       | 122              | 38109      | 38460        |
| Crémieu                          | 3.543                    | 6,14       | 577              | 38138      | 38460        |
| Dizimieu                         | 818                      | 9,74       | 84               | 38146      | 38460        |
| Hières-sur-Amby                  | 1.198                    | 8,73       | 137              | 38190      | 38118        |
| Janneyrias                       | 1.911                    | 10,52      | 182              | 38197      | 38280        |
| Leyrieu                          | 919                      | 6,39       | 144              | 38210      | 38460        |
| Moras                            | 523                      | 8,32       | 63               | 38260      | 38460        |
| Panossas                         | 682                      | 7,99       | 85               | 38294      | 38460        |
| Pont-de-Chéruy                   | 6.107                    | 2,51       | 2.433            | 38316      | 38230        |
| Saint-Baudille-de-la-Tour        | 842                      | 21,76      | 39               | 38365      | 38118        |
| Saint-Hilaire-de-Brens           | 605                      | 7,52       | 80               | 38392      | 38460        |
| Saint-Romain-de-Jalionas         | 3.405                    | 13,65      | 249              | 38451      | 38460        |
| Siccieu-Saint-Julien-et-Carisieu | 601                      | 14,22      | 42               | 38488      | 38460        |
| Tignieu-Jameyzieu                | 7.944                    | 13,32      | 596              | 38507      | 38230        |
| Trept                            | 2.097                    | 15,87      | 132              | 38515      | 38460        |
| Vénérieu                         | 975                      | 6,00       | 163              | 38532      | 38460        |
| Vernas                           | 266                      | 5,87       | 45               | 38535      | 38460        |
| Veyssilieu                       | 324                      | 6,49       | 50               | 38542      | 38460        |
| Villemoirieu                     | 1.890                    | 13,29      | 142              | 38554      | 38460        |
| Villette-d’Anthon                | 5.240                    | 22,80      | 230              | 38557      | 38280        |
| Kanton Charvieu-Chavagneux       | 58.298                   | 248,31     | 235              | 3804       | –            |